# Andrzej Szmidtke
Andrzej Szmidtke – polski urzędnik i dyplomata; Konsul Generalny RP w Odessie (2018–2020).
Pracował na stanowisku konsularnym w Ambasadzie RP w Erywaniu (ok. 2011). Od czerwca 2018 do lutego 2020 był Konsulem Generalnym RP w Odessie. Następnie objął stanowisko kierownika Wydziału Ruchu Osobowego w Konsulacie Generalnym RP w Manchesterze, a w 2025 kierownika Wydziału Konsularnego i Polonii Ambasady RP w Sztokholmie.
Na zakończenie służby w Odessie otrzymał od jej burmistrza honorową odznakę „Wdzięczność”.